# San Carlos (Nicaragua)
San Carlos ist die Hauptstadt des Verwaltungsbezirks (Departamento) Río San Juan in Nicaragua, des nach Einwohnern kleinsten Verwaltungsbezirks des Landes.
Die 1550 von den Spaniern als Handelsstützpunkt gegründete Stadt liegt am Ufer des Nicaraguasees am Abfluss des Sees, dem Río San Juan, der Grenze zu Costa Rica. Die Stadt ist nach ihrem Schutzpatron Karl Borromäus benannt. Die Einwohnerzahl lag bei der Volkszählung 2005 im Stadtgebiet bei 12.174, in der ganzen Gemeinde bei 37.461. Etwa 30 % der Einwohner des Verwaltungsbezirks leben in der Kleinstadt, die das regionale Handelszentrum darstellt und Sitz staatlicher Behörden sowie internationaler Hilfsorganisationen ist.

## Wirtschaft und Infrastruktur
Es besteht eine seeseitige Linienschiffverbindung nach Granada, weiterhin ist San Carlos Ausgangspunkt von Schiffsverbindungen über den Río San Juan sowie auf die vorgelagerten Inseln von Solentiname. Ein staatliches und ein privates Krankenhaus sind Bestandteil der medizinischen Versorgung. Weiterhin gibt es ein kleines Universitätsprojekt, die Universidad Paulo Freire (U.P.F.), ehemals UPONIC, vergleichbar einer Fachhochschule.
Vom Flughafen San Carlos bestehen Flugverbindungen zu anderen nationalen Destinationen.

## Städtepartnerschaften
Nach der nicaraguanischen Revolution 1979 wurde das Zentrum der unterentwickelten Region Ziel zahlreicher Solidaritätsbewegungen in Europa, aber auch in den USA. Viele dieser Initiativen mündeten in Städtepartnerschaften und Städtefreundschaften, die teilweise auch heute noch bestehen, z. B. mit:
 Deutschland: Nürnberg, Erlangen
 Österreich: Linz
 Niederlande: Groningen
 Italien: Bologna